# Klooster van Meeuwen
Het Klooster van Meeuwen was een klooster in Rosmalen. Het klooster was vernoemd naar Theresia van Meeuwen, een rijke vrouw uit 's-Hertogenbosch. Op het landgoed Eikenburg bezat zij grote stukken grond.
Rond 1871 wilde zij een klooster stichten in Rosmalen. Aanvankelijk was het de bedoeling, om het in de Eikenburg te bouwen, waar gebrekkige en bejaarde personen verpleegd konden worden. De Pastoor van Rosmalen had haar op andere gedachten gebracht, omdat de afstand van de Eikenburg naar de Sint-Lambertuskerk te groot zou zijn.
Het klooster werd in 1874 vervolgens aan de Deken van Roestellaan gebouwd, vlak bij de pastorietuin bij de Sint-Lambertuskerk. Ook werd er bij het klooster een school gebouwd, die later de Mariaschool zou gaan heten. In deze school werd in het begin door de zusters les gegeven aan meisjes uit Rosmalen.
In 1883 werd het complex uitgebreid met een weeshuis. Dit weeshuis bleef tot 1934 bestaan.
Het klooster was tot 1986 in gebruik. Het pand werd in 1986 verkocht en de laatste zusters vertrokken uit het klooster. In 1988 is het gebouw gesloopt en heeft plaats gemaakt voor appartementen.